# Echarding
Echarding ist ein Ortsteil der bayerischen Landeshauptstadt München im Stadtbezirk Berg am Laim.

## Geschichte
Der Ort wurde erstmals 1091 als „Erhartingin“ in den Traditionen des Klosters Tegernsee erwähnt, als das Kloster Tegernsee den Ort erwarb.
Albrecht von Lerchenfeld, von 1615 bis 1620 der Besitzer der Hofmark Berg am Laim, integrierte Echarding in diese Hofmark, wo sie bis zu ihrer Auflösung im Jahr 1848 verblieb.
Mit dem Gemeindeedikt wurde Berg am Laim 1818 zur selbständigen Gemeinde erhoben und Echarding wurde Teil dieser Gemeinde.
Am 1. Juli 1913 wurde Echarding als Teil der Gemeinde Berg am Laim nach München eingemeindet.
In Berg am Laim erinnert die Echardinger Straße an den ehemaligen Weiler.